# تشيني (واشنطن)
تشيني (بالإنجليزية: Cheney)‏ هي إحدى مدن ولاية واشنطن في الولايات المتحدة الأمريكية.

## التركيبة السكانية
حدّد مكتب تعداد الولايات المتحدة بيانات التركيبة السكانية لتشيني في تعداد الولايات المتحدة. في ما يلي، التركيبة السكانية حسب تعدادي 2000 و2010.

### تعداد عام 2000
بلغ عدد سكان تشيني 8,832 نسمة بحسب تعداد عام 2000، وبلغ عدد الأسر 3,108 أسرة وعدد العائلات 1,529 عائلة مقيمة في المدينة. في حين سجلت الكثافة السكانية 780.2 نسمة لكل كيلومتر مربع (2,020.7/ميل2). وبلغ عدد الوحدات السكنية 3,293 وحدة بمتوسط كثافة قدره 290.9 لكل كيلومتر مربع (753.4/ميل2).
وتوزع التركيب العرقي للمدينة بنسبة 85.28% من البيض و2.11% من الأمريكيين الأفارقة و1.32% من الأمريكيين الأصليين و6.34% من الأمريكيين ذوي الأصول الآسيوية و0.35% من سكان جزر المحيط الهادئ و1.71% من الأعراق الأخرى و2.89% من عرقين مختلطين أو أكثر و4.35% من الهسبانيون أو اللاتينيون من أي عرق.
بلغ عدد الأسر 3,108 أسرة كانت نسبة 27.6% منها لديها أطفال تحت سن الثامنة عشر تعيش معهم، وبلغت نسبة الأزواج القاطنين مع بعضهم البعض 34.6% من أصل المجموع الكلي للأسر، ونسبة 11.8% من الأسر كان لديها معيلات من الإناث دون وجود شريك، بينما كانت نسبة 2.7% من الأسر لديها معيلون من الذكور دون وجود شريكة وكانت نسبة 50.8% من غير العائلات. تألفت نسبة 30.4% من أصل جميع الأسر من عدة أفراد يعيشون في نفس المنزل ونسبة 5.2% كانت تتألف من شخص يعيش بمفرده يبلغ من العمر 65 عاماً أو أكثر. وبلغ متوسط حجم الأسرة المعيشية 2.30، أما متوسط حجم العائلات فبلغ 2.97.
بلغ العمر الوسطي للسكان 22.6 عاماً. وكانت نسبة 17.7% من القاطنين تحت سن الثامنة عشر، وكانت نسبة 24.6% بين الثامنة عشر والرابعة والعشرين عاماً، ونسبة 20.3% كانت واقعةً في الفئة العمرية ما بين الخامسة والعشرين والرابعة والأربعين عاماً، ونسبة 12.8% كانت ما بين الخامسة والأربعين والرابعة والستين، ونسبة 5.6% كانت ضمن فئة الخامسة والستين عاماً فما فوق. يوجد لكل 100 أنثى 90.2 ذكر، ويوجد لكل 100 أنثى في الثامنة عشر من عمرها فما فوق 87.1 ذكر.
بلغ متوسط دخل الأسرة في المدينة 22,593 دولارًا، أما متوسط دخل العائلة فبلغ 37,935 دولارًا. وكان متوسط دخل الذكور 27,745 دولارًا مقابل 23,375 دولارًا للإناث. وسجل دخل الفرد الخاص بالمدينة 12,566 دولارًا. وكانت نسبة 20.1% من العائلات ونسبة 30.9% من السكان تحت خط الفقر، وكان من هؤلاء نسبة 26.4% تحت سن الثامنة عشر ونسبة 6.7% في الخامسة والستين من العمر وما فوق.

### تعداد عام 2010
بلغ عدد سكان تشيني 10,590 نسمة بحسب تعداد عام 2010، وبلغ عدد الأسر 3,902 أسرة وعدد العائلات 1,669 عائلة مقيمة في المدينة. في حين سجلت الكثافة السكانية 935.5 نسمة لكل كيلومتر مربع (2,422.9/ميل2). وبلغ عدد الوحدات السكنية 4,183 وحدة بمتوسط كثافة قدره 369.5 لكل كيلومتر مربع (957.0/ميل2).
وتوزع التركيب العرقي للمدينة بنسبة 81.71% من البيض و3.99% من الأمريكيين الأفارقة و1.29% من الأمريكيين الأصليين و4% من الأمريكيين ذوي الأصول الآسيوية و0.42% من سكان جزر المحيط الهادئ و3.86% من الأعراق الأخرى و4.71% من عرقين مختلطين أو أكثر و9.35% من الهسبانيون أو اللاتينيون من أي عرق.
بلغ عدد الأسر 3,902 أسرة كانت نسبة 21.7% منها لديها أطفال تحت سن الثامنة عشر تعيش معهم، وبلغت نسبة الأزواج القاطنين مع بعضهم البعض 28% من أصل المجموع الكلي للأسر، ونسبة 10.5% من الأسر كان لديها معيلات من الإناث دون وجود شريك، بينما كانت نسبة 4.3% من الأسر لديها معيلون من الذكور دون وجود شريكة وكانت نسبة 57.2% من غير العائلات. تألفت نسبة 30% من أصل جميع الأسر من عدة أفراد يعيشون في نفس المنزل ونسبة 6% كانت تتألف من شخص يعيش بمفرده يبلغ من العمر 65 عاماً أو أكثر. وبلغ متوسط حجم الأسرة المعيشية 2.30، أما متوسط حجم العائلات فبلغ 2.89.
بلغ العمر الوسطي للسكان 22.3 عاماً. وكانت نسبة 14.7% من القاطنين تحت سن الثامنة عشر، وكانت نسبة 48.5% بين الثامنة عشر والرابعة والعشرين عاماً، ونسبة 17.8% كانت واقعةً في الفئة العمرية ما بين الخامسة والعشرين والرابعة والأربعين عاماً، ونسبة 12.3% كانت ما بين الخامسة والأربعين والرابعة والستين، ونسبة 6.7% كانت ضمن فئة الخامسة والستين عاماً فما فوق. وتوزع التركيب الجنسي للسكان بنسبة 48.8% ذكور و51.2% إناث.

## المناخ
يظهر الجدول التالي التغييرات المناخية على مدار السنة لتشيني:
| البيانات المناخية لـتشيني             | البيانات المناخية لـتشيني | البيانات المناخية لـتشيني | البيانات المناخية لـتشيني | البيانات المناخية لـتشيني | البيانات المناخية لـتشيني | البيانات المناخية لـتشيني | البيانات المناخية لـتشيني | البيانات المناخية لـتشيني | البيانات المناخية لـتشيني | البيانات المناخية لـتشيني | البيانات المناخية لـتشيني | البيانات المناخية لـتشيني | البيانات المناخية لـتشيني |
| الشهر                                 | يناير                     | فبراير                    | مارس                      | أبريل                     | مايو                      | يونيو                     | يوليو                     | أغسطس                     | سبتمبر                    | أكتوبر                    | نوفمبر                    | ديسمبر                    | المعدل السنوي             |
| ------------------------------------- | ------------------------- | ------------------------- | ------------------------- | ------------------------- | ------------------------- | ------------------------- | ------------------------- | ------------------------- | ------------------------- | ------------------------- | ------------------------- | ------------------------- | ------------------------- |
| الدرجة القصوى °ف (°م)                 | 60 (16)                   | 64 (18)                   | 72 (22)                   | 89 (32)                   | 93 (34)                   | 105 (41)                  | 107 (42)                  | 101 (38)                  | 109 (43)                  | 90 (32)                   | 75 (24)                   | 73 (23)                   | 109 (43)                  |
| متوسط درجة الحرارة الكبرى °ف (°م)     | 33.9 (1.1)                | 40.8 (4.9)                | 49.2 (9.6)                | 61.6 (16.4)               | 69.4 (20.8)               | 76.2 (24.6)               | 86.6 (30.3)               | 83.9 (28.8)               | 75.5 (24.2)               | 61.5 (16.4)               | 45.5 (7.5)                | 36.9 (2.7)                | 60.1 (15.6)               |
| متوسط درجة الحرارة الصغرى °ف (°م)     | 19.8 (−6.8)               | 23.6 (−4.7)               | 27.8 (−2.3)               | 33.9 (1.1)                | 40.3 (4.6)                | 45.7 (7.6)                | 51.9 (11.1)               | 50.7 (10.4)               | 45.5 (7.5)                | 36 (2)                    | 28.3 (−2.1)               | 23.8 (−4.6)               | 35.6 (2.0)                |
| أدنى درجة حرارة °ف (°م)               | −35 (−37)                 | −29 (−34)                 | −4 (−20)                  | 14 (−10)                  | 21 (−6)                   | 26 (−3)                   | 31 (−1)                   | 30 (−1)                   | 25 (−4)                   | 14 (−10)                  | 4 (−16)                   | −6 (−21)                  | −35 (−37)                 |
| الهطول إنش (مم)                       | 2.27 (58)                 | 1.8 (46)                  | 1.37 (35)                 | 1.06 (27)                 | 1.51 (38)                 | 1.41 (36)                 | 0.57 (14)                 | 0.46 (12)                 | 0.98 (25)                 | 1.5 (38)                  | 2.37 (60)                 | 2.21 (56)                 | 17.51 (445)               |
| متوسط تساقط الثلوج إنش (سم)           | 14 (36)                   | 8.4 (21)                  | 3.6 (9.1)                 | 0.4 (1.0)                 | 0 (0)                     | 0 (0)                     | 0 (0)                     | 0 (0)                     | 0 (0)                     | 0.4 (1.0)                 | 3.7 (9.4)                 | 11.8 (30)                 | 42.4 (108)                |
| متوسط أيام هطول الأمطار (≥ 0.01 inch) | 13                        | 10                        | 9                         | 7                         | 7                         | 7                         | 3                         | 3                         | 4                         | 7                         | 11                        | 11                        | 92                        |
| المصدر:                               |                           |                           |                           |                           |                           |                           |                           |                           |                           |                           |                           |                           |                           |

## أعلام
- كلارنس د. مارتن
- دونالد كورتيس
- جيم ديك